# سفیدرود (افغانستان)
سفید رود شمول رودهای شمالی افغانستان در  ولایت  سرپل به موقعیت جغرافیایی شمال غربی افغانستان می‌باشد.

این رود پس از پیوست یک انشعاب کلان در شمال ولسوالی سرپل به طرف ولایت جوزجان جریان دارد.

در ولایت جوزجان سفیدرود (افغانستان) از ولسوالی  شبرغان گذشته به طرف مرز بیابان قره‌قوم پیش رفته و در همان‌جا به خشکی می‌گراید.
در تاریخهای پیشین این رود به پیشتر روانه بوده و به آمو دریا پیوست داشته‌است.
در حال حاضر این رود با ساختن کانالهای آبی فراوان در اطرافش، منبع آب مصرفی شهروندان شبرغان می‌باشد.